# Course à l'audience
Course à l'audience (Quest for Ratings en version originale) est le onzième épisode de la huitième saison de la série animée South Park, ainsi que le 122e épisode de l'émission.

## Synopsis
Stan, Kyle, Cartman, Butters, Token et Jimmy présentent ensemble un journal télévisé pour le circuit interne de l'école de South Park, mais ils ont des difficultés avec l'audimat. Face à une émission de Craig qui passionne les foules, ils doivent trouver toujours plus d'idées.